# Laberinto de pasiones
Laberinto de Pasiones is een Spaanse film uit 1982, geregisseerd door Pedro Almodóvar met onder meer Antonio Banderas in de hoofdrol. De film ging op 7 september in première op het Internationaal filmfestival van San Sebastián.

## Verhaal
Het verhaal gaat over 4 verschillende mensen die allemaal op de één of andere wijze in een hachelijke situatie zitten.
Wanneer Rizo Nori ontdekt dat Sadec en zijn collega's achter hem aanzitten, vermomt hij zich als een punkrocker. Als punkrocker wordt hij vervolgens verliefd op de adembenemende Sexilia. Ondertussen probeert Queti (de grootste fan van Sexilia), Sexilia te helpen met haar bijzonder nieuwe lifestyle.

## Rolverdeling
| Acteur               | Personage | Beschrijving                            |
| -------------------- | --------- | --------------------------------------- |
| Antonio Banderas     | Sadec     | een nymfomane                           |
| Cecilia Roth         | Sexilia   | een homoseksuele islamitische terrorist |
| Imanol Arias         | Riza Niro | de zoon van de keizer van Tiran         |
| Marta Fernández Muro | Queti     | de dochter van de wasserette            |

## Productie
De actrices Imanol Arias en Marta Fernández Muro werden in 1983 genomineerd voor de Fotogramas de Plata. Deze film was de eerste film van Antonio Banderas.